# Volksabstimmungen in der Schweiz 1935
Dieser Artikel bietet eine Übersicht der Volksabstimmungen in der Schweiz im Jahr 1935.
In der Schweiz fanden auf Bundesebene vier Volksabstimmungen statt, im Rahmen von vier Urnengängen am 24. Februar, 5. Mai, 2. Juni und 8. September. Dabei handelte es sich um zwei fakultative Referenden und zwei Volksinitiativen.

## Abstimmung am 24. Februar 1935

### Ergebnis
| Nr. | Vorlage | Art | Stimm- berechtigte | Abgegebene Stimmen | Beteiligung | Gültige Stimmen | Ja      | Nein    | Ja-Anteil | Nein-Anteil | Stände | Ergebnis |
| --- | --- | --- | ------------------ | ------------------ | ----------- | --------------- | ------- | ------- | --------- | ----------- | ------ | -------- |
| 119 | Bundesgesetz über die Abänderung des Bundesgesetzes vom 12. April 1907 betreffend die Militärorganisation (Neuordnung der Ausbildung) | FR  | 1'189'573          | 950'680            | 79,91 %     | 936'954         | 507'434 | 429'250 | 54,16 %   | 45,84 %     | –      | ja       |

### Neuordnung der militärischen Ausbildung
Die Organisation der Schweizer Armee hielt nach Ansicht des Bundesrates nicht mehr mit der fortschreitenden technologischen Entwicklung der Kriegsführung Schritt, weshalb er im Jahr 1934 eine Revision der Militärorganisation von 1907 beantragte. Dabei sollte die angestrebte Neuordnung der Ausbildung die Wehrpflichtigen befähigen, die gestiegenen Anforderungen bei der Handhabung der Waffen und beim Verhalten im Feld zu bewältigen. Als wichtigste Massnahme schlug der Bundesrat die Verlängerung der Rekrutenschule vor, beispielsweise von 67 auf 90 Tage bei der Infanterie. Das Parlament genehmigte den Antrag mit wenigen Änderungen. Mit Unterstützung einzelner SP-Kantonalparteien ergriffen die Kommunisten das Referendum. Im ausserordentlich heftig und bisweilen polemisch geführten Abstimmungskampf gerieten Sachargumente zeitweise in den Hintergrund, denn die Gegner wurden als von der Sowjetunion ferngesteuert und die Befürworter als Faschisten beschimpft. Letztere argumentieren, die Modernisierung der Kriegsführung verlange nach einer verbesserten Ausbildung und ein Ja sei als aussenpolitisches Signal für den Wehrwillen der Schweiz von grosser Bedeutung. Andererseits waren die Gegner der Meinung, in der Rekrutenschule würde zu viel Wert auf nebensächlichen Drill gelegt und zu wenig Zeit für die eigentliche Ausbildung aufgewendet, weshalb eine Konzentration auf das Wesentliche eine Verlängerung unnötig mache. Die Beteiligung von fast 80 Prozent war die vierthöchste in der Geschichte eidgenössischer Volksabstimmungen, es resultierte ein eher knappes Ja.

## Abstimmung am 5. Mai 1935

### Ergebnis
| Nr. | Vorlage | Art | Stimm- berechtigte | Abgegebene Stimmen | Beteiligung | Gültige Stimmen | Ja      | Nein    | Ja-Anteil | Nein-Anteil | Stände | Ergebnis |
| --- | --- | --- | ------------------ | ------------------ | ----------- | --------------- | ------- | ------- | --------- | ----------- | ------ | -------- |
| 120 | Bundesgesetz über die Regelung der Beförderung von Gütern und Tieren mit Motorfahrzeugen auf öffentlichen Strassen (Verkehrsteilungsgesetz) | FR  | 1'190'054          | 751'726            | 63,16 %     | 720'123         | 232'954 | 487'169 | 32,35 %   | 67,65 %     | –      | nein     |

### Verkehrsteilungsgesetz
Die Weltwirtschaftskrise verursachte bei den Schweizerischen Bundesbahnen massive Ertragseinbrüche. Vertreter der Eisenbahninteressen setzten sich seit den 1920er Jahren dafür ein, den aufkommenden gewerblichen Güterverkehr auf der Strasse einer Konzessionspflicht zu unterstellen. Andererseits sahen sich auch die Strassentransportunternehmen mit wirtschaftlichen Problemen konfrontiert. Aus diesem Grund arbeiteten Interessenvertreter beider Transportarten einen Gesetzesentwurf aus, den Bundesrat und Parlament praktisch unverändert übernahmen. Das Verkehrsteilungsgesetz wollte vorschreiben, dass Konzessionen für den gewerblichen Güterverkehr auf Strecken von 10 bis 30 km den Lastwagen vorbehalten sein sollten, während auf längeren Strecken grundsätzlich die Eisenbahn zum Zuge kommen sollte. Transporte von eigenen Gütern mit eigenen Wagen und Material sowie Transporte bis zu 10 km sollten konzessionsfrei bleiben. Ein Komitee aus der Romandie brachte ein Referendum gegen das Gesetz zustande, obwohl die Wirtschaftsdachverbände und die direkt Betroffenen es unterstützten. Die rechts stehende Gegnerschaft befürchtete, die neue Transportordnung begünstige die Bahnen und ruiniere das Automobil, während die SP das Gesetz aus genau gegenteiligen Gründen bekämpfte. Laut den Befürwortern würde das Gesetz die volkswirtschaftlich schädliche «Anarchie» beenden und deutlich verbesserte Verkehrsdienstleistungen ermöglichen. Etwas mehr als zwei Drittel der Abstimmenden lehnten das Gesetz ab, nur in den Kantonen Graubünden und Tessin resultierten Ja-Mehrheiten.

## Abstimmung am 2. Juni 1935

### Ergebnis
| Nr. | Vorlage                                                              | Art | Stimm- berechtigte | Abgegebene Stimmen | Beteiligung | Gültige Stimmen | Ja      | Nein    | Ja-Anteil | Nein-Anteil | Stände | Ergebnis |
| --- | -------------------------------------------------------------------- | --- | ------------------ | ------------------ | ----------- | --------------- | ------- | ------- | --------- | ----------- | ------ | -------- |
| 121 | Eidgenössische Volksinitiative «zur Bekämpfung der Wirtschaftskrise» | VI  | 1'194'129          | 1'007'285          | 84,34 %     | 992'667         | 425'242 | 567'425 | 42,84 %   | 57,16 %     | 4:18   | nein     |

### Bekämpfung der Wirtschaftskrise

Abstimmungsplakat von Charles L’Eplattenier

Die Bekämpfung der Auswirkungen der Weltwirtschaftskrise in der Schweiz zielte darauf ab, durch tiefere Preise und Löhne die internationale Wettbewerbsfähigkeit der Exportwirtschaft zu erhöhen. Demgegenüber vertrat der Gewerkschaftsbund die Kaufkrafttheorie, nach der hohe Löhne die Kaufkraft der Konsumenten und damit auch die Nachfrage stärken. Im Frühjahr 1934 formierte sich eine breit abgestützte Bewegung gegen die als krisenverschärfend empfundene Deflationspolitik. Bis Ende November wurden mehr als 330'000 Unterschriften für eine Volksinitiative zur Bekämpfung der Wirtschaftskrise gesammelt. Für die Dauer von fünf Jahren sollte der Bund zu Massnahmen verpflichtet werden, darunter die Bekämpfung von Lohn- und Preisabbau, Arbeitsbeschaffung, Unterstützung von Bauern- und Gewerbebetrieben, eine Arbeitslosenversicherung, Exportförderung, Regulierung des Kapitalmarkts, Kontrolle des Kapitalexports sowie Kontrolle von Kartellen und Trusts. Der Bundesrat gab zwar zu, dass die wirtschaftliche Lage ausserordentlich ernst sei, hielt die vorgeschlagenen Massnahmen aber für ungeeignet. Auch das Parlament empfahl die Initiative abzulehnen. Der Abstimmungskampf war heftig, war aber nicht von einem scharfen Links-Rechts-Kontrast geprägt, da es auf rechter Seite durchaus abweichende Haltungen gab. Die Befürworter versprachen, dass sich dank der Massnahmen zur Erhaltung der Kaufkraft und insbesondere dank des vorgesehenen Lohnschutzes das Arbeiten wieder lohnen werde; ebenso seien die Kosten tragbar. Die Gegner argumentierten vor allem weltanschaulich und behaupteten, die «extreme» Initiative trage dazu bei, einen sozialistischen Staat aufzubauen. Sie warnten, die Schweiz dürfe nicht zum Versuchsfeld für «volkswirtschaftliche Irrlehren, wirtschaftliche Experimente und staatsfinanzielle Übertreibungen» werden. Die Stimmbeteiligung von 84,4 % war die höchste in der Geschichte des Bundesstaats, es resultierte eine relativ deutliche Ablehnung. Zustimmende Mehrheiten gab es nur in den Kantonen Basel-Landschaft, Basel-Stadt, Bern, Schaffhausen und Solothurn.

## Abstimmung am 8. September 1935

### Ergebnis
| Nr. | Vorlage                                                                      | Art | Stimm- berechtigte | Abgegebene Stimmen | Beteiligung | Gültige Stimmen | Ja      | Nein    | Ja-Anteil | Nein-Anteil | Stände | Ergebnis |
| --- | ---------------------------------------------------------------------------- | --- | ------------------ | ------------------ | ----------- | --------------- | ------- | ------- | --------- | ----------- | ------ | -------- |
| 122 | Eidgenössische Volksinitiative «für eine Totalrevision der Bundesverfassung» | VI  | 1'193'941          | 727'063            | 60,90 %     | 707'713         | 196'135 | 511'578 | 27,71 %   | 72,29 %     | 3:19   | nein     |

### Totalrevision der Bundesverfassung
Im Frontenfrühling von 1933 entstanden eine Reihe von rechtsextremen Bewegungen, die eine nationalistische, autoritäre und berufsständische Staatsordnung anstrebten. Nach der Ablehnung des Staatsschutzgesetzes und dem Rücktritt von Bundesrat Heinrich Häberlin sahen sie ihre Chance gekommen, auf direktdemokratischem Weg eine neue Staatsform herbeizuführen. Die Nationale Front, die Organisationen Das Aufgebot und Neue Schweiz sowie die Jungkonservativen reichten im Herbst 1935 eine Initiative auf Totalrevision der Bundesverfassung ein. Bei einem Ja zur Initiative müsste die Bundesversammlung aufgelöst und neu gewählt werden. Allerdings setzte der Bundesrat den Abstimmungstermin nur wenige Wochen vor den ordentlichen Wahlen 1935 an, was eine Auflösung im Falle der Annahme faktisch verhinderte. Die Befürworter waren sich nicht einig, wie die neue Verfassung aussehen sollte. Während die Frontisten einen zentralistischen «Führerstaat» wollten, strebten die Katholisch-Konservativen insbesondere die Stärkung der Berufsstände und der Kirche an; die Liberalkonservativen wollten vor allem die Stellung der Kantone stärken. Auf der anderen Seite warfen die Gegner den Fronten Antiparlamentarismus, Antidemokratismus und blindes Kopieren nationalsozialistischer Vorbilder vor. Den Katholiken unterstellten sie, einen Obrigkeitsstaat wiederherstellen zu wollen. Letztlich erwies sich die Initiative mit einem Ja-Stimmen-Anteil von knapp über einem Viertel als chancenlos, nur in den katholischen Kantonen Wallis, Freiburg, Obwalden und Appenzell Innerrhoden gab es knappe befürwortende Mehrheiten.